# Ferropericlase
Ferropericlase – grafia inglesa; é um óxido de ferro/magnésio ((Mg,Fe)O) que acredita-se ser um dos pricipais materiais do manto inferior da Terra, junto com o Bridgmanite. Ferropericlase é encontrado em inclusões minerais em alguns diamantes naturais.